# Salona (cràter)
Salona és un cràter sobre la superfície de (21) Lutècia, situat amb el sistema de coordenades planetocèntriques a 35 ° de latitud nord i 41 ° de longitud est. Fa un diàmetre de 7.1 km. El nom va ser fet oficial per la UAI el cinc d'abril de 2011 i fa referència a Salona, antiga ciutat romana de l'època de Lutècia, actualment Solin (Croàcia).